# Łucjan Królikowski
Łucjan Królikowski OFMConv (ur. 7 września 1919 w Nowym Kramsku, zm. 11 października 2019) – polski franciszkanin konwentualny.

## Życiorys
Był synem Stanisława i Wiktorii z domu Tomiak. W 1938 wstąpił do zakonu franciszkanów. Studia filozoficzne rozpoczął we Lwowie.
Latem 1940 roku został aresztowany przez NKWD i wywieziony na Syberię. Po „amnestii” dla zesłanych Polaków ukończył Szkołę Podchorążych Artylerii w Kirgistanie i z Wojskiem Polskim dotarł do Persji i Iraku.
Następnie w Libanie odbył studia teologiczne i 30 czerwca 1946 w Bejrucie otrzymał święcenia kapłańskie. W Armii Andersa pełnił obowiązki kapelana w Egipcie. Po demobilizacji armii pracował wśród byłych zesłańców syberyjskich w polskim obozie w Tengeru koło Aruszy w Tanzanii. W 1949, kiedy Brytyjczycy likwidowali obozy w Tanzanii, zebrał 150 dzieci i udał się do Kanady. Tam zajmował się ich wychowaniem aż do osiągnięcia pełnoletniości.
Wśród Polonii w Kanadzie pracował do 1966. W latach 1966–1998 pełnił obowiązki głównego sekretarza w polonijnym programie radiowym „Godzina Różańcowa Ojca Justyna” w Athol Springs, osiedlu Hamburga w hrabstwie Erie w Stanach Zjednoczonych. Pracował w tym kraju jako duszpasterz w klasztorze w Chicopee. W 2007 prezydent RP Lech Kaczyński wręczył mu Krzyż Komandorski Orderu Odrodzenia Polski, w 2012 został odznaczony Orderem Uśmiechu. 13 stycznia 2013 otrzymał tytuł Przyjaciela Szkoły Kultury i Języka Polskiego w Bridgeport.
Łucjan Królikowski był m.in. autorem książki Skradzione dzieciństwo. Polskie dzieci na tułaczym szlaku 1939–1950, po raz pierwszy wydanej w 1960 w Londynie.
Zmarł 11 października 2019. 4 czerwca 2020 prezydent Andrzej Duda nadał mu pośmiertnie Order Orła Białego, nadany w uznaniu znamienitych zasług w działalności społecznej i charytatywnej na rzecz polskich sierot wojennych, ofiar przymusowych wysiedleń z Kresów Wschodnich w głąb ZSRR, za pracę duszpasterską i ofiarną postawę w niesieniu pomocy drugiemu człowiekowi.